# Danuta Hepke-Kelch
Danuta Maria Hepke-Kelch (ur. 6 maja 1914 w Glinie, zm. 20 kwietnia 2004 w Choszcznie) – bibliotekarka polska, autorka wspomnień, siostrzenica pisarki Marii Dąbrowskiej.
Była córką dzierżawcy i administratora majątków Stanisława Hepke i Heleny z Szumskich (siostry Marii Dąbrowskiej). Jej dziadek, ze strony ojca, sprzedał majątek ziemski i przeniósł się do Kalisza, gdzie kupił kino Stylowe, w którym, do niemych filmów, grali Wiłkomirscy. Od początku lat 50. mieszkała w Choszcznie i pracowała w Miejskiej Bibliotece Publicznej. W latach 1951–1974 była kierowniczką tej placówki, doprowadziła do wybudowania nowej siedziby biblioteki oraz nadania jej imienia Marii Dąbrowskiej. Dwukrotnie gościła pisarkę w Choszcznie.
Prowadziła regularnie pamiętnik, który ukazał się w formie książkowej w 2002 roku pod tytułem Wspomnienia siostrzenicy Marii Dąbrowskiej; przedstawiła w nim wiele nowych, nieznanych dotąd szczegółów z życia rodzinnego sławnej ciotki. Wielokrotnie wzbogacała muzea poświęcone Marii Dąbrowskiej (w Warszawie i Russowie) o rodzinne eksponaty. W 2000 roku przekazała część korespondencji Książnicy Pomorskiej, bibliotece w Szczecinie.